# Autodrome de Linas-Montlhéry
Autodrome de Linas-Montlhéry je dirkališče, ki leži med francoskima mestoma Linas in Montlhéry, v okolici Pariza. Med letoma 1925 in 1937 je gostilo dirko za Veliko nagrado Francije.

## Zmagovalci
| Leto | Dirkač                             | Dirkalnik            | Poročilo |
| ---- | ---------------------------------- | -------------------- | -------- |
| 1937 | Louis Chiron                       | Talbot T150C         | Poročilo |
| 1936 | Jean-Pierre Wimille Raymond Sommer | Bugatti T57G         | Poročilo |
| 1935 | Rudolf Caracciola                  | Mercedes W25         | Poročilo |
| 1934 | Louis Chiron                       | Alfa Romeo Tipo B P3 | Poročilo |
| 1933 | Giuseppe Campari                   | Maserati 8C-3000     | Poročilo |
| 1932 | Tazio Nuvolari                     | Alfa Romeo Tipo B P3 | Poročilo |
| 1931 | Louis Chiron Achille Varzi         | Bugatti T51          | Poročilo |
| 1927 | Robert Benoist                     | Delage 15-S8         | Poročilo |
| 1925 | Robert Benoist Albert Divo         | Delage 2LCV          | Poročilo |